# 松谷美代子
松谷美代子（1926年2月15日—2015年2月28日）是日本一名著名的童書作家，美代子1951年推出處女作《變成貝殼的孩子》，獲第一屆日本兒童文學者協會兒童文學新人獎，其後1955年與民間故事學者瀨川拓男結婚，1960年推出兩人搜集改編而成的《龍子太郎》，獲國際安徒生獎優秀獎，被製作成動畫電影，人偶劇、平直戲劇、音樂劇、面具戲劇、舞劇等等，自此成為日本的國民作家，至2015年美代子因衰老在醫院逝世。